# (706765) 2010 TK7
(706765) 2010 TK7(임시 명칭 : 2010 TK7)은 지름이 1km보다 작은 근지구 소행성이며, 처음으로 발견된 지구 트로이군 소행성이다. 이 소행성은 지구의 태양 공전 궤도에서 지구보다 앞서있다. 트로이 소행성군 천체는 일반적으로 라그랑주 점에 위치하는 것으로 생각된다. 라그랑주 점은 공전하는 두 천체 사이에 중력과 원심력이 상쇄되어 생기는 평행점으로 지구 궤도 상에서 지구 앞 혹은 뒤 60°상에 위치하며 1:1 궤도 공명을 이룬다. 이러한 천체들은 실제로 라그랑주 점에 있는 것이 아닌 라그랑주점을 중심으로 회전하며 운동한다. 이러한 트로이군 소행성들은 이전에 화성, 목성, 해왕성, 그리고 토성의 위성 테티스와 디오네의 궤도에서 관측었다.
2010 TK7은 지름이 약 300m인 소행성으로, 태양–지구 라그랑주 L4점(지구 궤도 상에서 지구 앞 60°상에 위치)을 중심으로 회전하는 궤도를 가진다. 2010 TK7는 지구에 대한 최근접점과 태양을 기준으로 지구의 반대편에 해당하는 라그랑주 L3점(지구로부터 180° 떨어진 지점) 사이를 주기적으로 왕복하며 움직인다.
이 소행성은 2010년 10월 NASA의 광역적외선탐사위성(WISE)을 사용하는 NEOWISE 천문학자 팀에 의해 발견되었다.

## 발견
2009년 12월 지구 궤도에 발사된 광역적외선탐사위성 WISE(Wide-field Infrared Survey Explorer)는 2010년 1월부터 2011년 2월까지 전 하늘을 스캔하는 광범위한 탐사 프로그램을 수행하였다. 적외선 파장대를 이용하여 하늘을 관측해 천체를 찾던 도중 2010년 10월, WISE는 새로운 근지구 소행성으로 보이는 천체 2010 TK7을 촬영하였다.
지구와 공전 궤도를 공유하는 소행성을 지상에서 관측하는 것은 위치할 수 있는 영역은 대부분 주간 하늘에 위치하기 때문에 일반적으로는 어렵다.
2010 TK7의 발견 이후, 보다 정밀한 궤도 확인을 위해 하와이 대학교의 연구진은 마우나케아에 위치한 캐나다 프랑스 하와이 망원경(CFHT, Canada-France-Hawaii Telescope)을 이용하여 후속 관측을 실시하였다. 캐나다 프랑스 하와이 망원경은 직경 3.6미터의 광학 망원경으로, 높은 해발고도와 관측 에 좋은 환경에 의해 정밀한 천체 추적이 가능하다. 2011년 5월 21일, 캐나다 프랑스 하와이 망원경을 이용한 후속 관측을 통해 2010 TK7의 궤도에 대한 보다 정확한 데이터가 수집되었으며, 이를 바탕으로 궤도 분석이 수행되었다.
분석 결과, 2010 TK7이 단순한 근지구 소행성이 아닌 지구의 공전 궤도와 동조되어 움직이는 트로이군 소행성의 특성을 지니고 있음이 밝혀졌다. 이 소행성은 지구 궤도 상에서 앞서 나가는 위치인 라그랑주 L4점 부근에서 이 지점을 중심으로 회전 운동을 하고 있었으며, 이는 이전까지 이론적으로만 예측되었던 지구 트로이군 소행성의 존재를 최초로 실증한 사례가 되었다.
이 궤도 정보는 웨스턴온타리오 대학교의 폴 위거트(Paul Wiegert), 아사바스카 대학교의 마틴 코너스(Martin Connors), 캐나다-프랑스-하와이 망원경의 전무 이사였던 크리스티앙 베이예(Christian Veillet) 등에 의해 분석되었다. 이들은 2010 TK7의 궤도 안정성과 장기적인 운동을 컴퓨터 시뮬레이션을 통해 연구하였으며, 그 결과는 2011년 7월 28일자 Nature 학술지에 공식 발표되었다.

## 물리적 및 궤도 특성

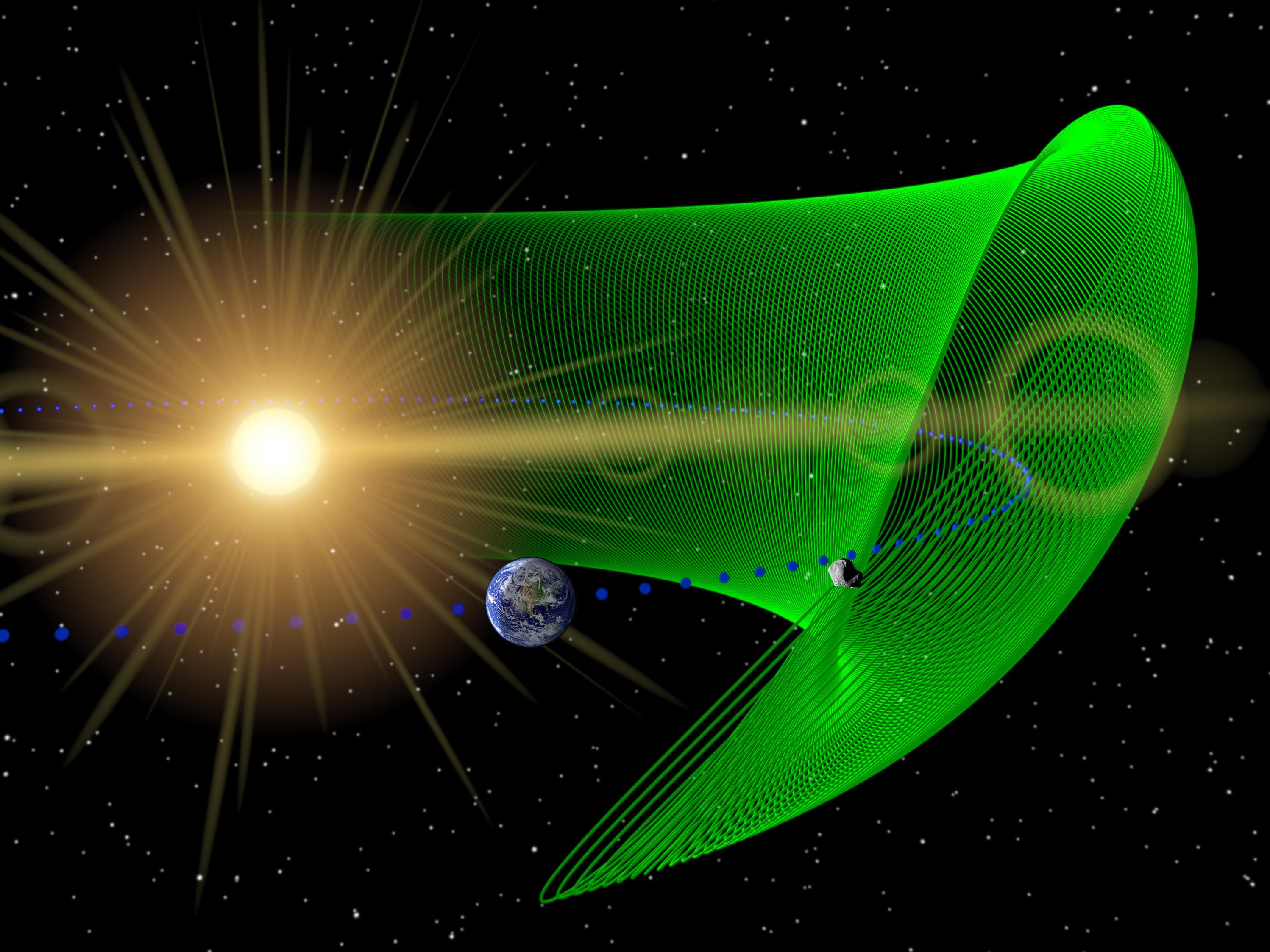
지구와 궤도(파란색 점)를 기준으로 한 의 나선형 경로(녹색). 각 나선형 회전은 1년의 움직임을 나타낸다.

2010 TK7은 절대등급이 약 20.8로 이는 2010 TK7의 위치가 알려져 있어 광도를 추정한 값이다. 반사율을 0.1로 가정했을 때, 이 소행성의 지름은 약 300미터로 추정된다. 현재까지 그 구성 물질을 밝힐 수 있는 분광 자료는 존재하지 않는다. 2010 TK7 표면에서의 중력의 세기는 지구의 중력의 1/20,000배보다 작다.
발견 당시에 이 소행성은 태양을 365.389일 주기로 공전하고 있었으며, 이는 지구의 공전 주기인 365.256일과 매우 유사하다. 이 소행성이 지구와 1:1 궤도 공명을 유지하는 한 장기간 동안의 평균 공전 주기는 지구와 정확히 일치하게 된다. 궤도 이심률이 0.191인 타원 궤도를 따라 움직이며, 태양으로부터의 거리는 1년 간 0.81 AU에서 1.19 AU 사이에서 움직인다. 공전 궤도면은 황도면에 대하여 약 21도 정도 기울어져 있다.
트로이 소행성은 라그랑주 점에 정확히 위치하는 것이 아니라, 공전하는 행성과 라그랑주 점을 기준으로 한 공회전 좌표계에서 보면 해당 지점을 중심으로 올챙이 형태의 궤도를 따라 진동한다. 2010 TK7은 이러한 궤도를 약 395년의 주기로 한 바퀴 순환한다. 이 소행성의 궤도는 매우 길게 늘어져 있어, 때때로 태양을 기준으로 지구의 반대편에 근접할 정도까지 이동하기도 한다. 그러나 이 소행성은 지구에 2000만 킬로미터보다 더 가까이 접근하지 않으며, 이는 달까지 거리의 50배 이상이다. 2010 TK7은 2010~2011년 경, 올챙이 형태의 궤도의 지구 쪽 끝에 위치해 있었기 때문에 발견이 가능했었다.
2010 TK7의 궤도는 혼돈 운동의 특성을 가지고 있어 장기적인 궤도 예측이 어렵다. AD 500년 이전에는 이 소행성이 지구보다 60° 뒤쪽에 위치한 라그랑주 L5점 주변에서 운동하다 L3점을 거쳐 라그랑주 L4점로 이동했을 가능성이 있다고 보인다. L3점 주변의 단기적이며 불안정한 칭동 상태나 말굽 궤도로의 전이 또한 가능성이 있는 것으로 보인다. 정확한 궤도 결정에 기반한 최신 계산 결과는 칭동 상태나 말굽 궤도로의 전이의 해석을 뒷받침한다.

## 지구에서의 접근성

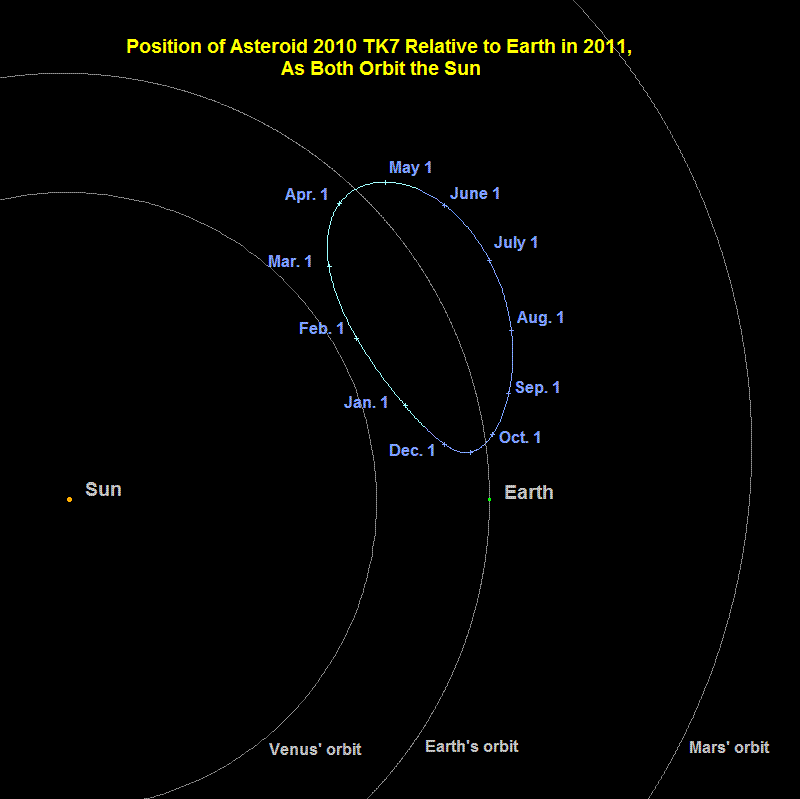
2011년 지구를 기준으로 한 의 위치

지구의 라그랑주 지점을 보여주는 유효 포텐셜 등고선(실제 축척에 맞지 않음). 점과 점 주변의 등고선은 올챙이 형태의 궤도를 나타낸다.

지구 트로이군 소행성은 지구의 공전 궤도를 공유하며 자체 중력이 매우 작기 때문에, 거리 상으로는 훨씬 멀더라도 달보다 적은 에너지로 도달할 수 있을 가능성이 있다. 그러나 2010 TK7은 궤도 경사(inclination)가 크기 때문에 우주 탐사 임무의 대상으로서 에너지 효율이 높지 않다. 이 소행성은 지구의 공전면 위아래로 크게 벗어나 이동하기 때문에, 지구에서 발사된 우주선이 그 궤도에 진입하려면 속도 변화량(Δv)이 약 9.4km/s가 필요하다. 반면, 일부 다른 지구 근접 소행성은 4km/s 이하의 속도 변화만으로도 접근이 가능하다.
2012년 12월 5일, 2010 TK7은 지구에서 0.197 AU (29,500,000 km)까지 접근했으며, 이때 겉보기등급은 약 21이었다.

## 같이 보기
- (614689) 2020 XL5
- 지구의 위성
- 천문학의 임시 명칭